# Mios

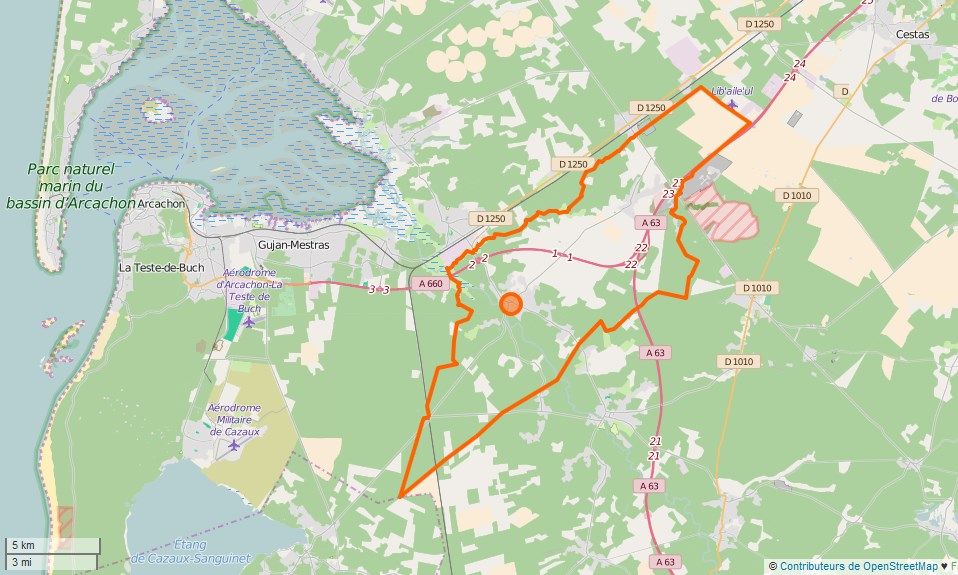
Grenzen der Gemeinde Mios (Gironde)

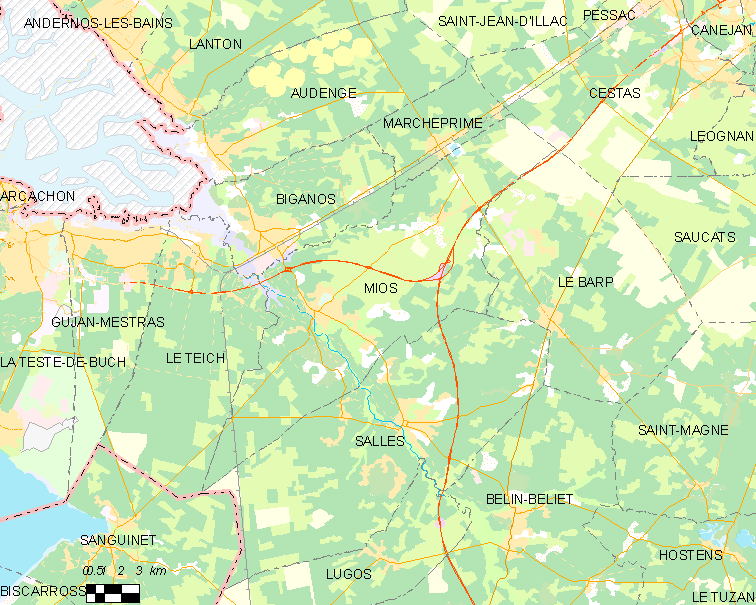
Umgebungskarte von Mios (Gironde)

Mios ist eine französische Gemeinde mit 11.756 Einwohnern (Stand 1. Januar 2022) im Départements Gironde in der Region Nouvelle-Aquitaine. Administrativ ist sie dem Kanton Gujan-Mestras und dem Arrondissement Arcachon zugeteilt.

## Geografie

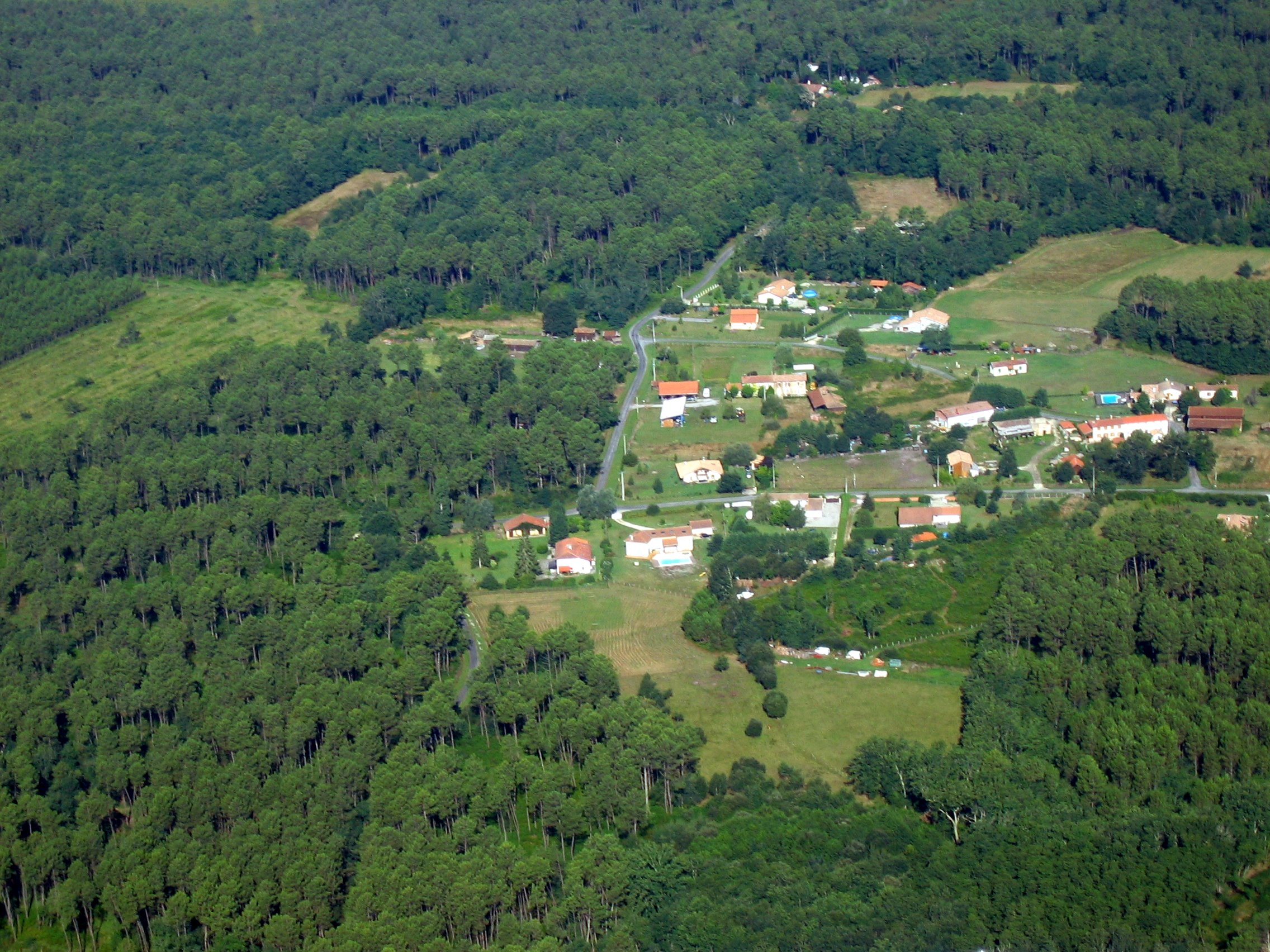
Gassian – einer der Weiler in Mios

Die Gemeinde befindet sich rund 36 Kilometer südwestlich von Bordeaux, im Pays de Buch, das eines der Gebiete der Landes de Gascogne darstellt. Der Ort liegt am Fluss Eyre (örtlich auch Leyre genannt). Sein Zufluss Lacanau verläuft im Norden und Westen des Gemeindegebietes, das auch ein Bestandteil des Regionalen Naturpark Landes de Gascogne ist.
Mios verfügt über eine Gemeindefläche von über 137 Quadratkilometer (mehrheitlich bewaldet) und wird von der Autoroutes A63 und A660 bedient.

## Geschichte
Die Region war schon zur Eisenzeit bewohnt. Zeugnis davon ist der Tumulus de Pujaut, ein Hügelgrab in Mios. Im Mittelalter war Mios zwar ein großes Lehen, aber nur von geringer Bedeutung. Das Gebiet war ursprünglich sehr sumpfig. Nach der Drainage bildete sich eine Heidelandschaft, die später aufgeforstet wurde.

### Bevölkerungsentwicklung
Die Bevölkerungszahl hat sich seit den 1980er-Jahren mehr als verdoppelt. Sie wuchs vor allem seit der Jahrtausendwende.
| Jahr      | 1962 | 1968 | 1975 | 1982 | 1990 | 1999 | 2009 | 2017 |
| --------- | ---- | ---- | ---- | ---- | ---- | ---- | ---- | ---- |
| Einwohner | 2437 | 2457 | 2446 | 2977 | 3786 | 4620 | 6891 | 9959 |

## Wappen
Auf Azurblau ein güldenes Eichhörnchen, das an einer Haselnuss knabbert; im roten Schildhaupt drei güldene Jakobsmuscheln.

## Sehenswürdigkeiten
- Die Kirche Saint-Martin wurde ursprünglich im romanischen Stil erbaut. Der Chor und die Seitenkapellen sind gotisch. Im 19. Jahrhundert wurde der Bau vergrößert. Im Innern sind einige Reste der Verglasung aus dem 16. Jahrhundert erhalten geblieben.

- Die Kapelle Saint-Brice ist mit einer Glocke aus dem Jahre 1700 ausgestattet.

## Gemeindepartnerschaft
- Val de San Vicente, Kantabrien, Spanien (seit 2001)